# Más allá (programa de televisión)
Más allá fue un programa de televisión, emitido por La 2 de Televisión española entre 1976 y 1981. Realizado por Hugo Stuven y presentado por Fernando Jiménez del Oso.

## Formato
Incluyendo reportajes de investigación, entrevistas y análisis en profundidad, el programa abordaba cada semana fenómenos paranormales, historias sonrenaturales, escenarios esotéricos y ciencias ocultas. Se trataron con profusión temas como los OVNIs (precisamente el primer programa se dedicó a ello), espíritus y sucesos inexplicables por la ciencia o la razón. Entre los programas emitidos, se encuentran títulos como: 
- La Biblia y el futuro
- OVNIs en España
- Citas con los OVNIs
- San Pantaleón
- Los sueños
- Abducciones
- La chica fantasma
- La sábana santa
- La CIA y los OVNIs
- Curanderimos
- El fin del mundo
- La isla de Pascua
- Brujería
- Mitos del terror
- El misterio de la Gran Pirámide
- Tutankamon, la maldición de los faraones
- Cartomancia
- Espiritismo
- Telepatía
- Psicofonías
- Parapsicología
- Stonehenge
- Quiromancia
- Arqueología maldita
- Momias
- El Yeti y otros mitos
- Casas encantadas
- Hibernación
- Triángulo de las Bermudas

## La puerta del misterio
Tan solo tres meses después de la cancelación de Más allá, Jiménez del Oso regresó a la pequeña pantalla con el que fue básicamente el mismo programa, pero en esta ocasión rebautizado como La puerta del misterio, con realización de Miguel Lluch.
En el espacio, además, se emitieron dos series documentales, realizadas por el propio Jiménez del Oso: El otro Perú y Ellos, de nuevo sobre el fenómeno OVNI. Y también algunos de los episodios de la serie británica Arthur C. Clarke's Mysterious World.
El 3 de febrero de 1983 emitió el falso documental Alternativa 3, sin aclarar que era ficción, con la consiguiente polémica.
Otros de los asuntos tratados fueron:
- La brecha del tiempo
- Cielos extraños
- La gran explosión siberiana
- Los templarios
- Tiahuanaco
- Caídos del cielo
- El hombre-mono perdido
- Los monstruos de los lagos
- Dentro de lo desconocido
- Los platillos que dejan huella
- Bases submarinas
- Los nuevos apóstoles
- España mágica